# Deutscher Trachtenverband
Der Deutsche Trachtenverband (DTV) ist der Dachverband aller Heimat- und Trachtenvereine in Deutschland. Die Bundesgeschäftsstelle ist in Drei Gleichen, Thüringen.

## Ziele
Der Verein hat sich eine breite Palette von Zielen auf die Fahnen geschrieben, bei denen der Erhalt der Trachten nur den Ausgangspunkt darstellt. Wörtlich heißt es: „Ansprechpartner im europäischen Dialog der Kulturen sowie der Vermittler im weltweiten Netzwerk der Heimatpflege, der Volkskunde, von Brauch und Sitten, der regionalen und landestypischen Kleidung, der Mundart und Muttersprache, von Volkslied, Volkstanz und der historischen Feste, des historischen Volksschauspiels und Laientheaters, der Erhaltung des traditionellen Handwerks oder der denkmalgeschützten Bausubstanz.“

## Mitglieder
Mitglieder sind Landesverbände und kooperierende Mitglieder sowie Einzelvereine, wenn in einem Bundesland keine Landesverbände bestehen. Der Verein umfasst etwa 2 Millionen Mitglieder und 200.000 in der Deutschen Trachtenjugend organisierte Kinder und Jugendliche.

## Personen
Die Vorsitzenden der jüngsten Vergangenheit:
- 1992–1999 Otto Kragler
- 1999–2002 Günter Putz

Seit dem 12. Oktober 2002 wird er von Oberbürgermeister Knut Kreuch aus Gotha geleitet.

## Geschichte
1929 wurde der „Reichsverband Deutscher Heimat- und Volkstrachtenvereine“ mit Sitz in München gegründet und im Zuge der nationalsozialistischen Gleichschaltung am 30. Mai 1936 verboten. 1947 wurde er als „Verband Deutscher Heimat- und Volkstrachtenvereine e.V.“ erneut gegründet. Nach 1963 folgten Mitgliedschaften von Einzelvereinen in Deutschland, Amerika, Südosteuropa und Südamerika. 1992 erfolgte die Umbenennung in „Deutscher Trachtenverband e.V.“. In den Jahren 1993 bis 2000 traten schließlich alle Landesverbände des Trachtenwesens in Deutschland dem Bundesverband bei.

## Ehrung
1996 nahm der damalige Bundespräsident Roman Herzog in Marburg an einem Festumzug, gemeinsam mit 276 Vereinen, teil. 2016 lud Bundespräsident Joachim Gauck ehrenamtlich tätige Vertreter aus den Reihen des Deutschen Trachtenverbandes in seinen Amtssitz ins Schloss Bellevue ein.